# Thiatgrim

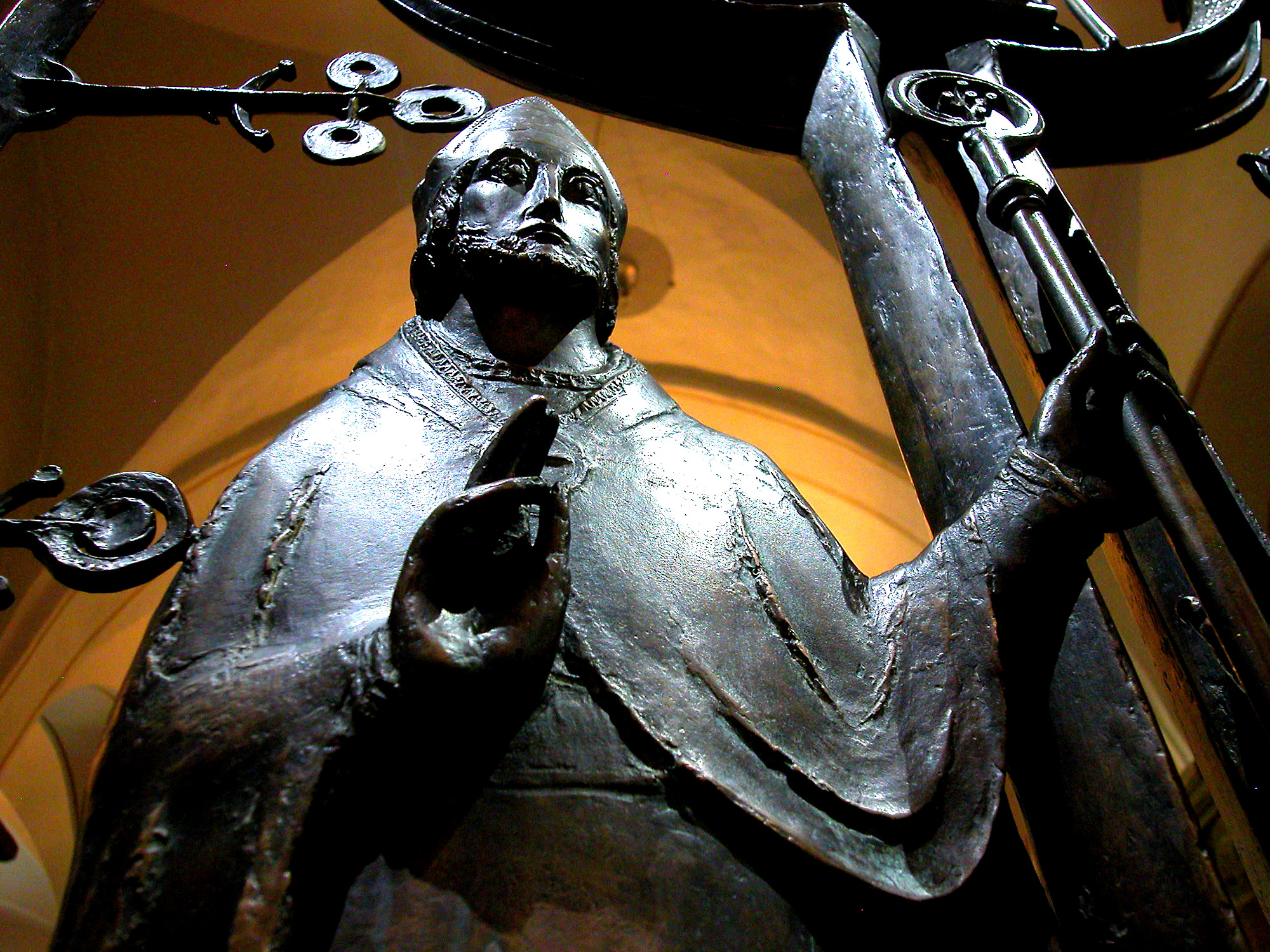
Hl. Thiatgrim

Thiatgrim, auch Dietgrim († 8. Februar 840) war Abt der Klöster Werden und Helmstedt und zugleich erster Bischof von Halberstadt (827–840).

## Leben
Er war der vierte Abt der Klöster Werden und Helmstedt und wurde nach dem Tod von Bischof Hildegrim I. im Jahr 827 dessen Nachfolger in Halberstadt. Im Jahr 829 wird er ohne Zusatz des Diözesannamens in den Akten der Synode von Mainz als Bischof erwähnt. Datierungen weisen auf eine gemeinsame Leitung des Werdener Klosters mit Bischof Gerfried hin. Bischof Thiatgrim, ein Neffe Liudgers, wurde in der Liudgeridenkrypta im Kloster Werden beigesetzt. Nach dem deutschen Caritaskalender wird der Namenstag von Thiatgrim am 8. Februar gefeiert.